# Savage Mode II
Albums de 21 Savage et Metro Boomin
Savage Mode
Savage Mode II est le deuxième projet collaboratif entre le rappeur 21 Savage et le producteur Metro Boomin, sorti le 2 octobre 2020.
Il est certifié disque d'or aux États-Unis en février 2021.

## Sortie de l'album
Dès novembre 2016, 21 Savage affirme avoir enregistré entre 20 et 30 titres pour Savage Mode II. 21 Savage et Metro Boomin annoncent ensuite la sortie prochaine de l'album lors d'un concert en 2019,, mais il est maintes fois repoussé.
Il est finalement annoncé le 28 septembre 2020. L'annonce de sa sortie est accompagnée d'une bande-annonce réalisée par Gibson Hazard avec une narration de Morgan Freeman,.
L'album sort le 2 octobre 2020 sous les labels Slaughter Gang, Epic Records, Boominati Worldwide et Republic Records.

## Contenu de l'album
Il s'agit d'une suite au premier projet commun du rappeur 21 Savage et du producteur Metro Boomin, Savage Mode (en),. Il contient 15 titres, dont des collaborations avec Drake, Young Thug et Young Nudy (en) et dure 48 minutes. Morgan Freeman participe également à l'album, au sein duquel il intervient en tant que narrateur. Il enregistre ses parties depuis son domicile. La pochette rend hommage au style de Pen & Pixel.
L'album contient des samples de Many Men (Wish Death) (en) de 50 Cent, d'Everlasting Bass de Rodney O et Joe Cooley et de I Thought It Took a Little Time (But Today I'm in Love) de Diana Ross.
D'après Pitchfork, les productions de Metro Boomin mélangent des rythmiques ancrées dans la trap d'Atlanta et le crunk de Memphis et les morceaux se caractérisent par une atmosphère sombre et cinématique qui sert de toile de fond aux paroles de 21 Savage.
Parmi les thèmes abordés au sein de l'album, 21 Savage rappe à propos de la mort de son frère d'un de ses amis, ainsi que sur son arrestation par la United States Immigration and Customs Enforcement en 2019.

## Réception
Pour Pitchfork, l'album souffre des attentes générées par la première collaboration entre le rappeur et le producteur. La production est décrite comme méticuleusement travaillée, parfois au détriment de la spontanéité qui caractérisait le premier opus. Le site lui attribue la note de 6,6/10.
Rolling Stone qualifie quant à lui l'album de « suite quasi parfaite d'un classique de la trap ». Le magazine met particulièrement en avant la production de Metro Boomin et note également une utilisation judicieuse de la narration de Morgan Freeman comme fil conducteur du projet plutôt que comme simple artifice. Il lui accorde une note de 4/5.
Slant Magazine note une évolution stylistique de la part de 21 Savage, qui s'éloigne par moments de ses thèmes habituels pour aborder des sujets plus personnels. Le magazine décrit l'album comme une évolution par rapport au précédent album Savage Mode (en), qualifié de « plus minimaliste », et estime Savage Mode II comme étant meilleur que son prédécesseur. Il lui attribue une note de 4/5.
Le Washington Post décrit la collaboration entre Metro Boomin et 21 Savage comme « l'une des collaborations artistiques les plus réussies de la scène musicale contemporaine », mais qualifie malgré tout l'album de « blockbuster décevant ».

## Succès commercial
L'album débute à la première place du Billboard 200 et fait l'équivalent de 171 000 albums vendus en première semaine, comprenant 22 000 ventes physiques et numériques, et 148 000 unités calculées à partir des écoutes en streaming (ce qui représente 200 millions d'écoutes). Il s'agit du deuxième album classé en tête du Billboard 200 pour chacun des deux artistes,.
Il est certifié disque d'or aux États-Unis en février 2021.

## Version remixée
Le 19 octobre 2020, le duo sort une version chopped and screwed de l'album avec les DJ Slim K et OG Ron C.

## Classements hebdomadaires
| Classement (2020)                   | Meilleure position |
| ----------------------------------- | ------------------ |
| Australie (ARIA)                    | 4                  |
| Autriche (Ö3 Austria Top 40)        | 11                 |
| Belgique (Flandre Ultratop)         | 4                  |
| Belgique (Wallonie Ultratop)        | 22                 |
| Canada (Canadian Albums Chart)      | 1                  |
| Danemark (Tracklisten)              | 3                  |
| Espagne (Promusicae)                | 36                 |
| États-Unis (Billboard 200)          | 1                  |
| États-Unis (Top R&B/Hip-Hop Albums) | 1                  |
| Finlande (Suomen virallinen lista)  | 18                 |
| France (SNEP)                       | 15                 |
| Irlande (Irish Albums Chart)        | 4                  |
| Italie (FIMI)                       | 13                 |
| Norvège (VG-lista)                  | 3                  |
| Nouvelle-Zélande (RIANZ)            | 5                  |
| Pays-Bas (Mega Album Top 100)       | 5                  |
| Portugal (AFP)                      | 161                |
| Royaume-Uni (UK Albums Chart)       | 10                 |
| Suède (Sverigetopplistan)           | 7                  |
| Suisse (Schweizer Hitparade)        | 12                 |